# Caravansérail de Sangatchal
Le caravansérail de Sangatchal est un monument historique à Bakou.

## Histoire
Le caravansérail de Sangatchal a été construit à la fin du XVe siècle.
Au XIXe siècle, le caravansérail a cessé de fonctionner en raison de la perte d'importance des routes caravanières.

## Architecture
Le bâtiment est construit dans une forme quadrangulaire. Il a deux étages.

## Galerie

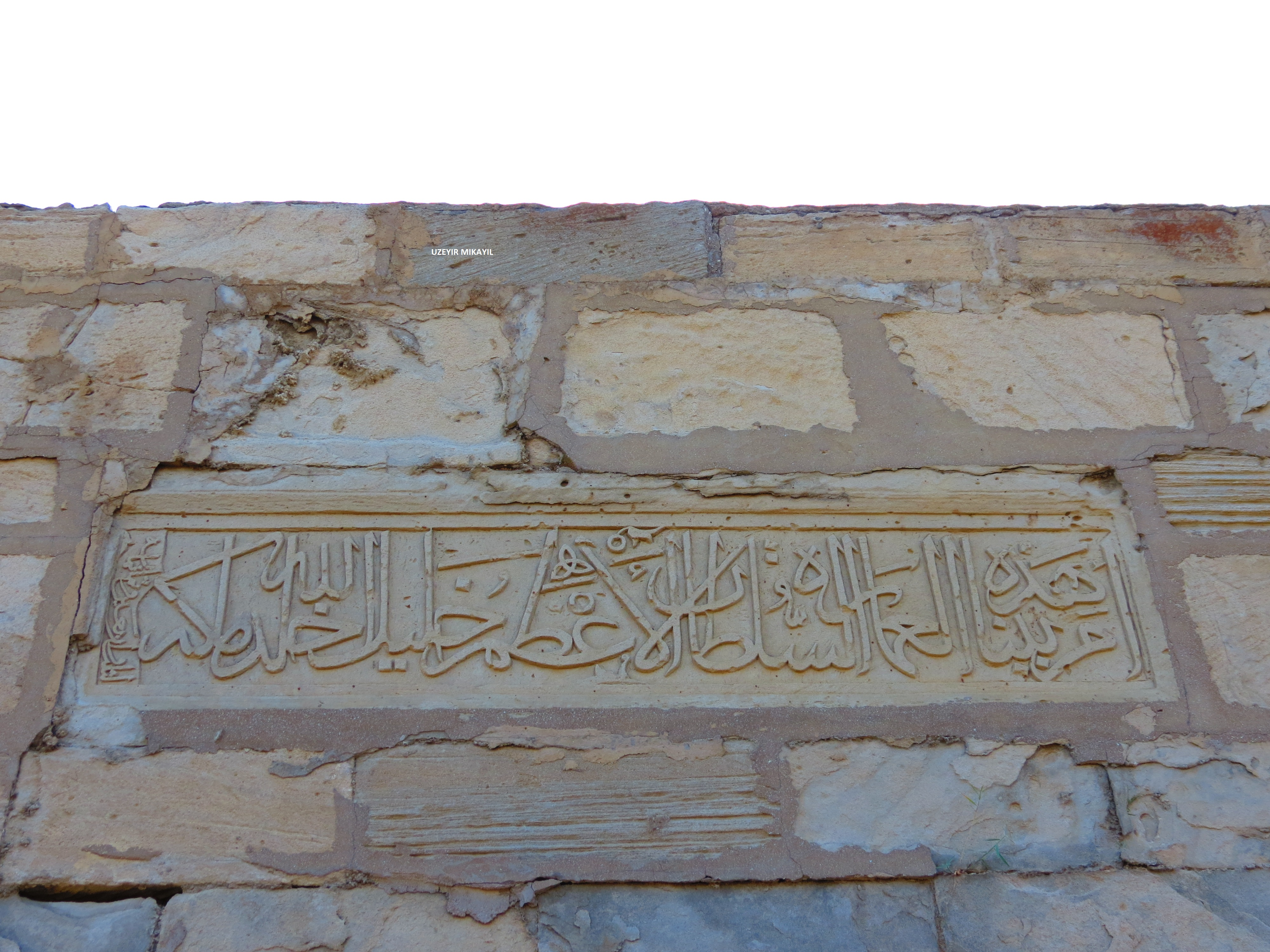
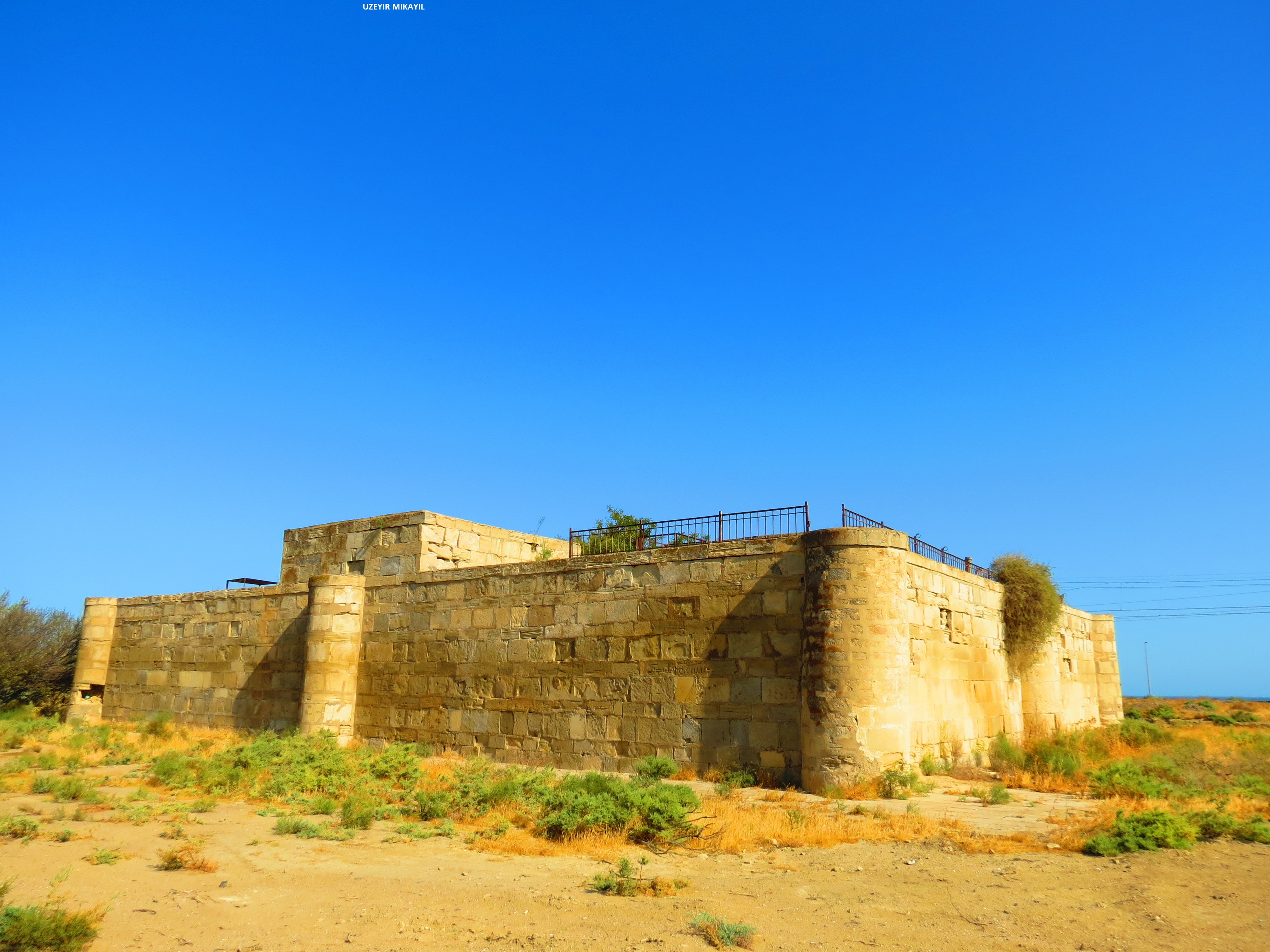
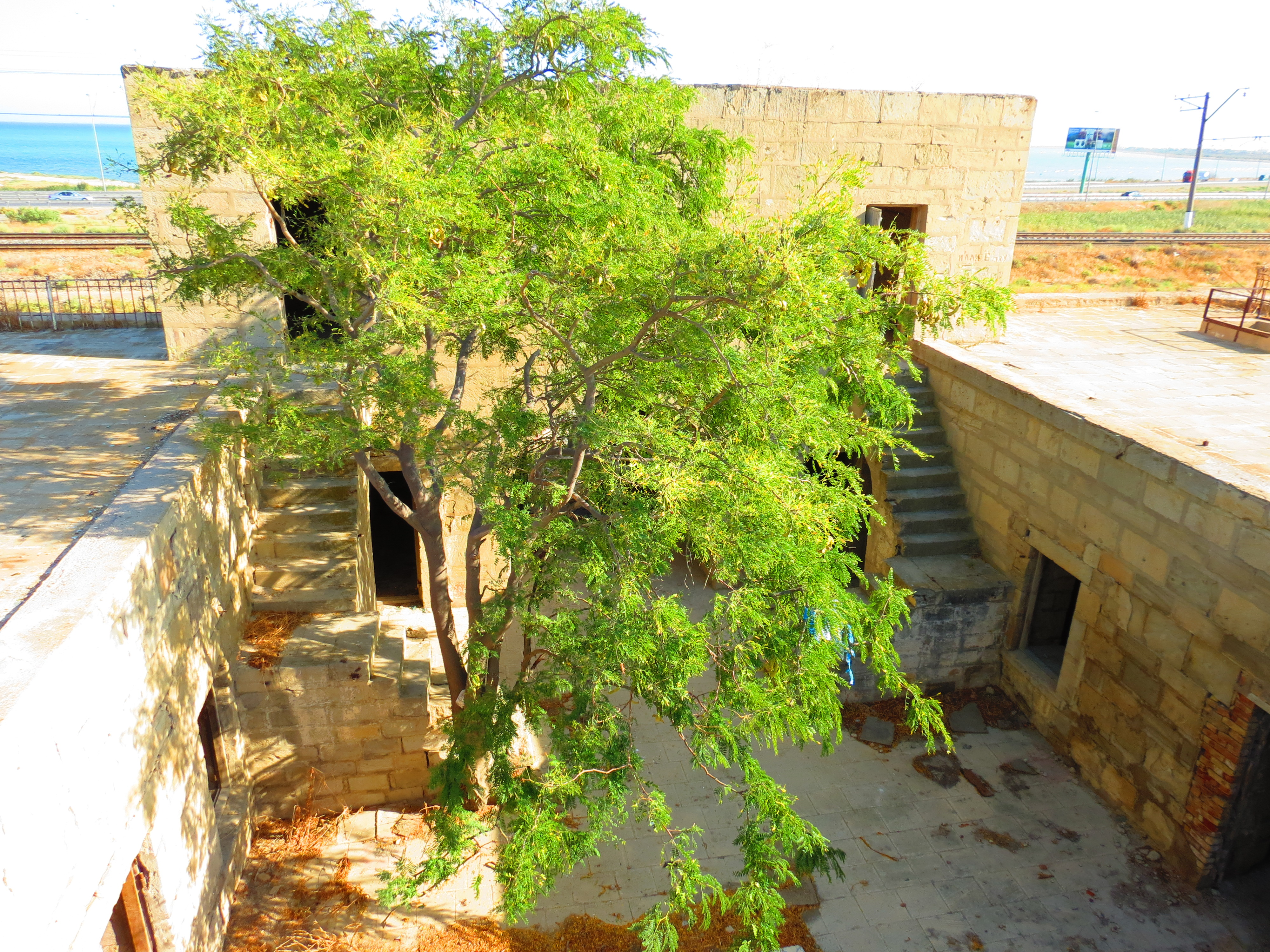
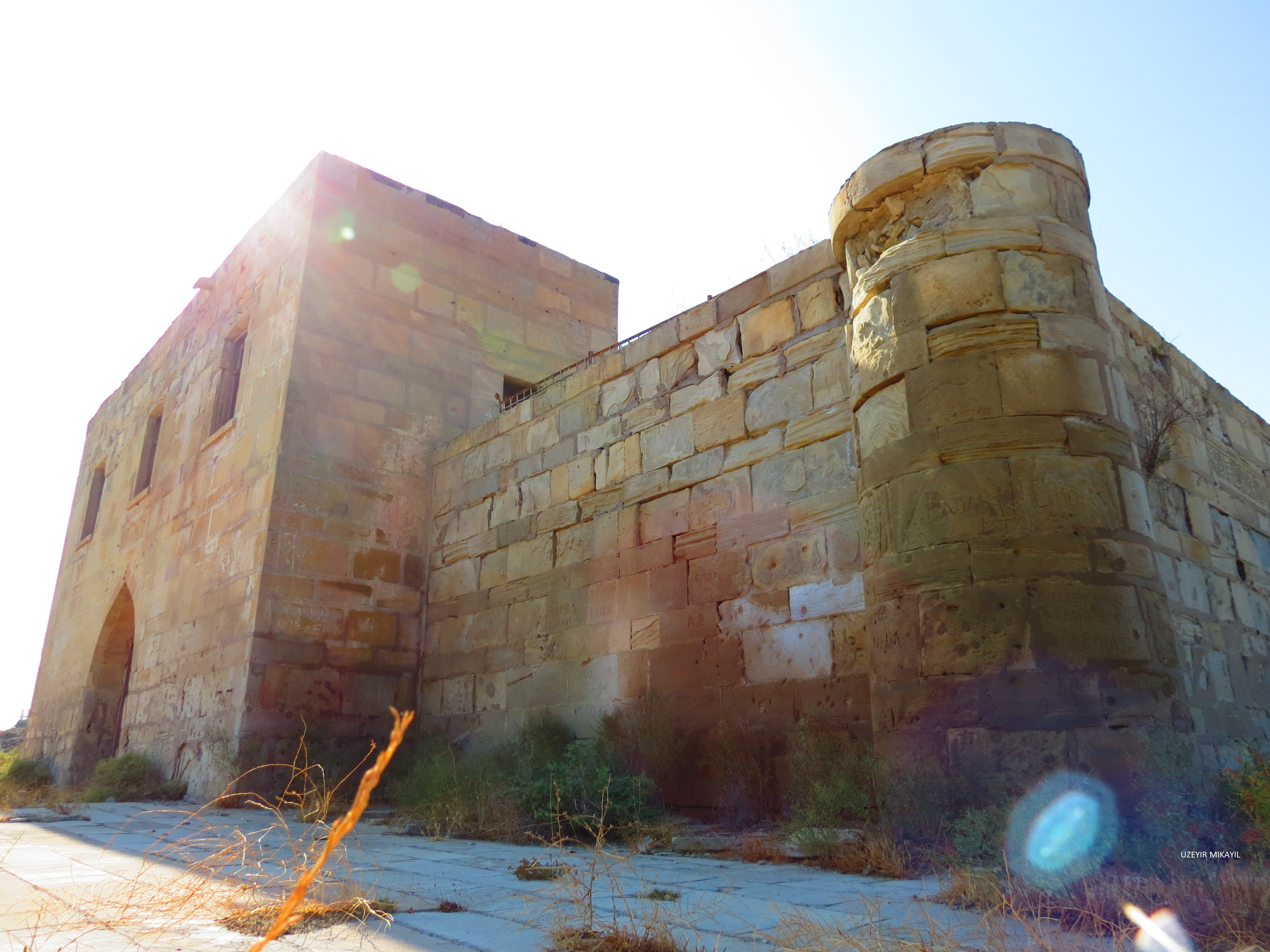
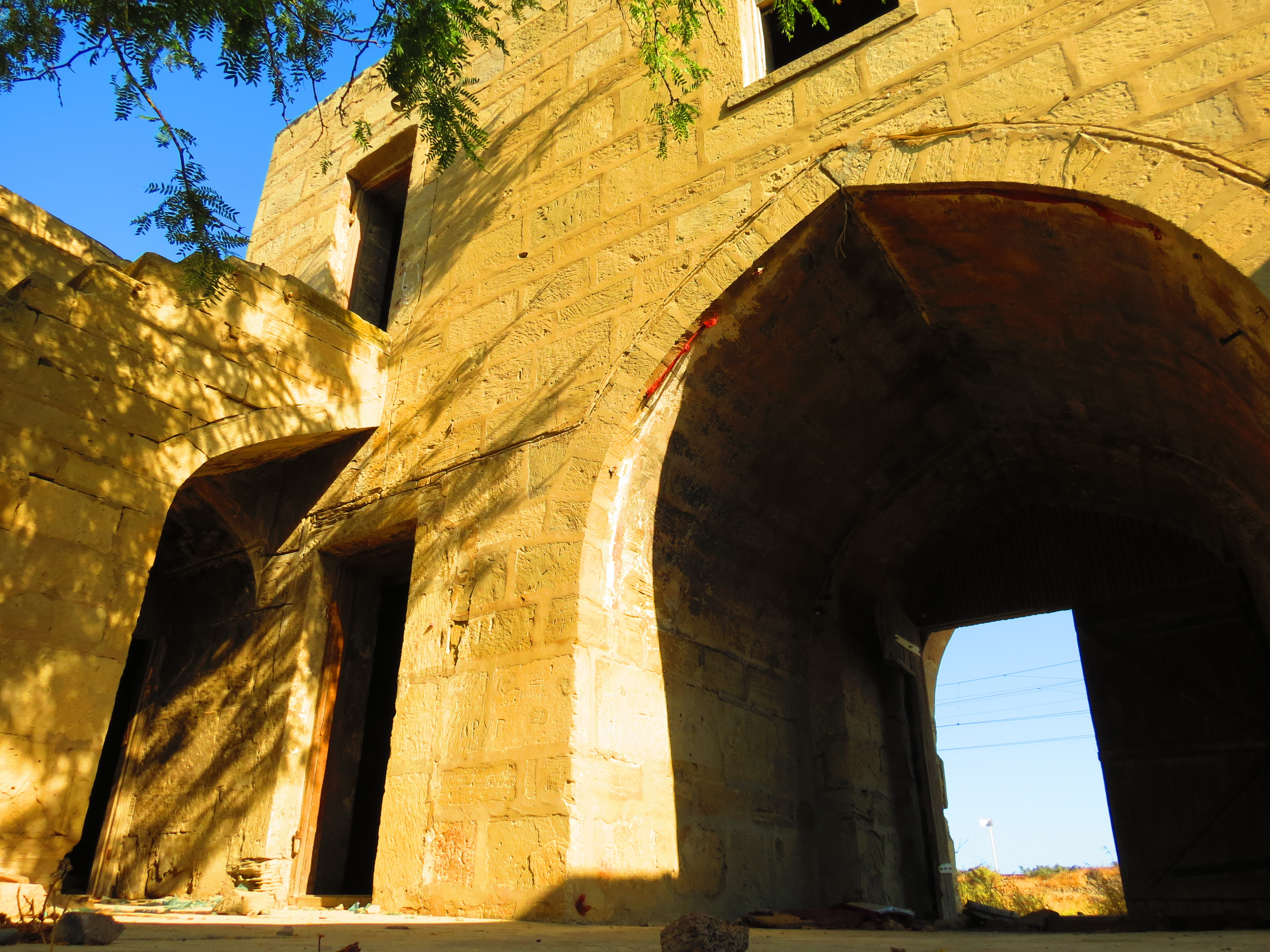
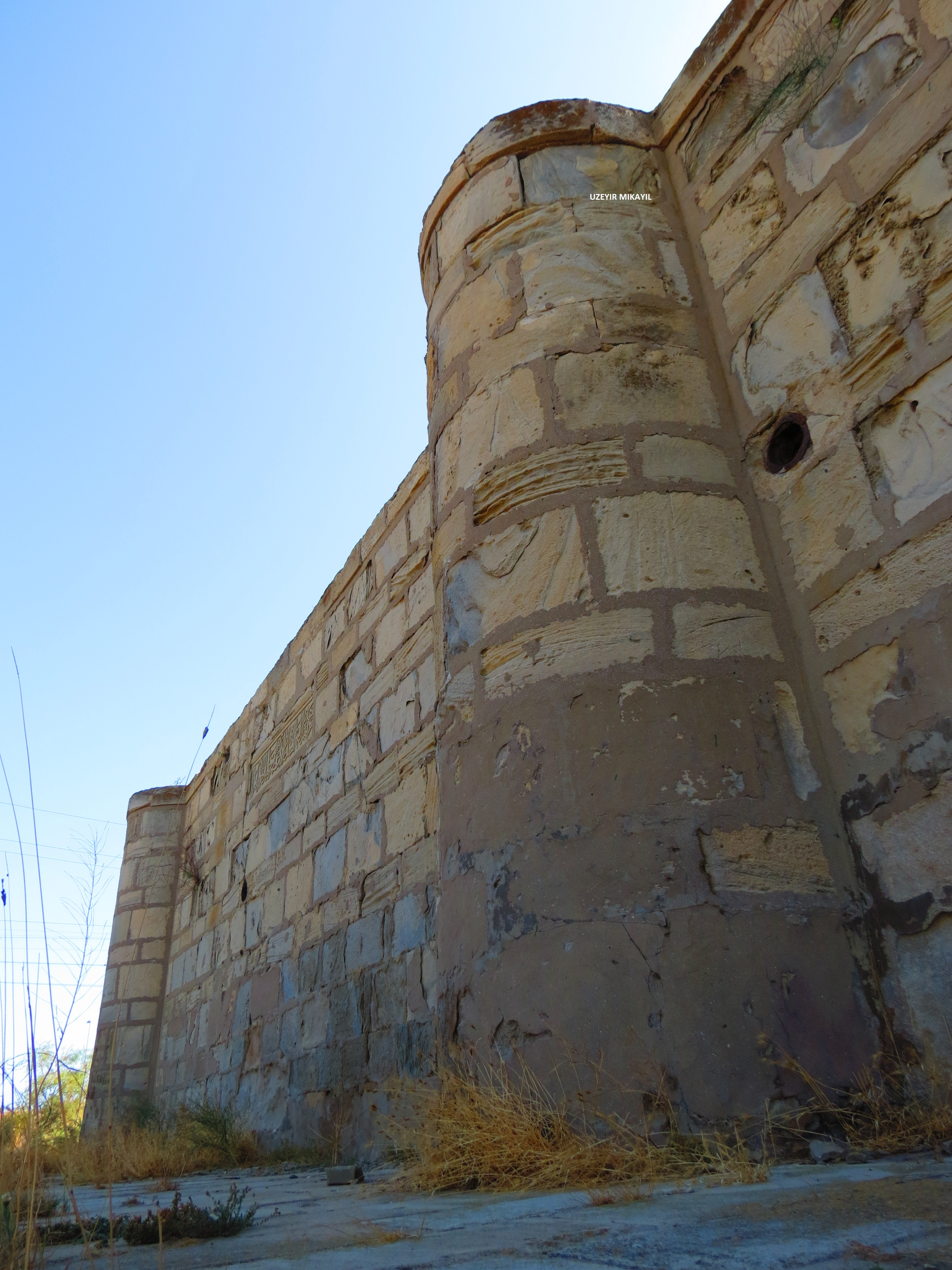